# Didemnum herba
Didemnum herba är en sjöpungsart som beskrevs av Kott 200. Didemnum herba ingår i släktet Didemnum och familjen Didemnidae. Inga underarter finns listade i Catalogue of Life.